# Berndt Renne
Berndt Renne (* 4. Dezember 1943) ist ein deutscher Schauspieler, Regisseur und Intendant. 

## Leben
Berndt Renne wurde 1943 in Schlesien geboren und wuchs in Rostock auf, wo er nach dem Schulabschluss den Beruf eines Schiffbauers erlernte.
Nach mehreren Spielfilmen bei der DEFA und dem Fernsehen der DDR, sowie einem Engagement am Theater in Magdeburg als Schauspieler, begann er 1972 an der Volksbühne Berlin als Regisseur zu arbeiten. Hier inszenierte er bis 1982, durfte aber bereits ab 1981 mit einem DDR-Dauervisum in der Bundesrepublik Deutschland arbeiten, wo er an Theatern in Wuppertal und Stuttgart inszenierte. Nachdem man ihm in der DDR mit einer Inszenierungssperre von drei Jahren drohte, verließ er diese 1985 und zog nach München. Jetzt arbeitete er unter anderen an den Bühnen in Nürnberg und Hannover. Nach seinem erfolgreichen Engagement in Tübingen wurde er als Generalintendant an das Volkstheater Rostock berufen. In dieser Zeit brachte er das von ihm geschriebene Märchenstück Der Trommler zur Uraufführung. Wegen Streitigkeiten mit der Stadt Rostock wurde er dort 1993 fristlos entlassen, wogegen das Schauspielensemble scharf protestierte. Damit er seine letzte Regiearbeit (Dantons Tod) an diesem Theater noch beenden konnte, wurde extra das gegen ihn ausgesprochene Hausverbot bis Mitternacht nach der Premiere ausgesetzt.
Nach seiner Entlassung arbeitete Berndt Renne weiter als Regisseur sowie Schauspieler und hielt Lesungen. Im Jahr 2003 führte er Regie am Burgtheater in Wien. Von 2010 bis 2016 leitete er das nicht subventionierte Theater an der Landstraße in Heidenheim an der Brenz.
Berndt Renne war mit der Schauspielerin Petra Barthel verheiratet und hat mit ihr den gemeinsamen Sohn Max.

## Filmografie
- 1967: Die gefrorenen Blitze
- 1968: Schüsse unterm Galgen
- 1968: Wege übers Land (Fernsehmehrteiler, 2 Teile)
- 1968: Hauptmann Florian von der Mühle
- 1969: Jungfer, Sie gefällt mir
- 1970: Im Spannungsfeld
- 1970: Signale – Ein Weltraumabenteuer
- 1971: Kennen Sie Urban?
- 1979: Die Rache des Kapitäns Mitchell (Fernsehfilm)
- 1980: Die Schmuggler von Rajgrod
- 1983: Spuk im Hochhaus (Fernsehserie, 2 Episoden)

## Theater

### Regie
- 1971: Seán O’Casey: Das Ende vom Anfang Theater der Landeshauptstadt Magdeburg
- 1972: Alexander Kopkow: Der goldene Elefant Regie mit Fritz Marquardt und Roland Bischoff (Volksbühne Berlin)
- 1974: Juri Olescha:  Rote Unschuld oder Die Liste der Wohltaten  (Volksbühne Berlin – Theater im 3. Stock)
- 1977: Rita Holmberg/Kalle Holmberg nach Aleksis Kivi: Die sieben Brüder (Theater der Freundschaft Berlin)
- 1977: Alexander Suchowo-Kobylin: Die Akte  (Volksbühne Berlin)
- 1980: Euripides: Die Frauen von Troja (Volksbühne Berlin – Theater im 3. Stock)
- 1981: Carlo Gozzi: Der Rabe (Volksbühne Berlin)
- 1981: Peter Weiss: Die Ermordung des Jean Paul Marats Wuppertaler Bühnen
- 1982: Johann Wolfgang von Goethe: Stella (Staatstheater Stuttgart)
- 1982: William Shakespeare: Romeo und Julia (Staatstheater Stuttgart)
- 1985: Christoph Hein: Die wahre Geschichte des Ah Q (Staatstheater Nürnberg)
- 1987: Molière: Der eingebildete Kranke (Niedersächsische Staatstheater Hannover)
- 1987: Aischylos: Prometheus (Niedersächsische Staatstheater Hannover)
- 1987: Italo Svevo: Alberta und Alice (Niedersächsische Staatstheater Hannover)
- 1988: Euripides: Die Bakchen (Niedersächsische Staatstheater Hannover)
- 1989: Doris Lessing: Jedem seine eigene Wildnis (Landestheater Württemberg-Hohenzollern Tübingen Reutlingen)
- 1991: Igor Strawinsky/Charles-Ferdinand Ramuz: Die Geschichte vom Soldaten (Volkstheater Rostock)
- 1991: Johann Wolfgang von Goethe: Faust I (Volkstheater Rostock)
- 1991: Samuel Beckett: Das letzte Band (Volkstheater Rostock)
- 1992: Richard Wagner: Der fliegende Holländer (Volkstheater Rostock)
- 1992: Berndt Renné: Der Trommler (Volkstheater Rostock)
- 1992: Harald Mueller: Doppeldeutsch (Volkstheater Rostock)
- 1993: Georg Büchner: Dantons Tod (Volkstheater Rostock)
- 1994: Wladimir Belski/Nikolaj Rimski-Korsakow: Die Legende von der unsichtbaren Stadt Kitesch und von der Jungfrau Fewronija (Hessisches Staatstheater Wiesbaden)
- 1998: Albert Lortzing: Zar und Zimmermann (Stadttheater Würzburg)
- 2003: Thomas Brussig: Leben bis Männer (Burgtheater Wien)
- 2010: Christoph Hein: Die wahre Geschichte des Ah Q (Theater an der Landstraße Heidenheim an der Brenz)
- 2011: Heiner Müller: Waldstücke (Theater an der Landstraße Heidenheim an der Brenz)
- 2012: Büchner (Theater an der Landstraße Heidenheim an der Brenz)
- 2013: William Shakespeare: Hamlet (Theater an der Landstraße Heidenheim an der Brenz)
- 2014: Heinrich von Kleist: Amphitryon (Theater an der Landstraße Heidenheim an der Brenz)
- 2015: Samuel Beckett: Warten auf Godot (Theater an der Landstraße Heidenheim an der Brenz)
- 2016: Peter Hacks nach Aristophanes: Der Frieden (Theater an der Landstraße Heidenheim an der Brenz)

### Schauspieler
- 1970: Heiner Müller: Weiberkomödie – Regie: ? Theater der Landeshauptstadt Magdeburg
- 1999: Henner Kotte: Schnee vor der Hütten – Regie: Volker Insel (INSELbühne Leipzig)
- 2001: Peter Turrini: Endlich Schluss (Theater unterm Dach Berlin)
- 2004: Samuel Beckett: Warten auf Godot Regie: Gerry Mierbeth (Theater BELACQUA Wasserburg am Inn)